# Uitschuifbare oplegger
Een uitschuifbare oplegger is een type oplegger dat gebruikt wordt voor het vervoer van lange ondeelbare voorwerpen, bijvoorbeeld heipalen.
In 1958 werd dit type oplegger door Broshuis uitgevonden. Deze oplegger was enkelvoudig uitschuifbaar tot 24 meter lengte. In 2005 werd een drievoudig uitschuifbare oplegger geïntroduceerd met een uitgeschoven lengte van 60 meter. Het principe is dat de nek van de oplegger en het laadvloer boven de achterassen de lading dragen en dat de centrale liggers van de oplegger uitschuiven. Hierop rust dan geen lading.